# Эль-Кассис, Кристоф Закхия
Кристоф Закхия Эль-Кассис (араб. كريستوف زخيا‎; род. 24 августа 1968, Бейрут, Ливан) — ливанский прелат, ватиканский дипломат и доктор обоих прав. Титулярный архиепископ Роселе с 24 ноября 2018. Апостольский нунций в Пакистане с 24 ноября 2018 по 3 января 2023. Апостольский нунций в Объединённых Арабских Эмиратах с 3 января 2023. Апостольский нунций в Йемене и апостольский делегат на Аравийском полуострове с 22 июля 2024.